# Serimuda
Serimuda is een bestuurslaag in het regentschap Aceh Tenggara van de provincie Atjeh, Indonesië. Serimuda telt 245 inwoners (volkstelling 2010).